# Clint-Cotis Harrison
Clint-Cotis Harrison (* 23. September 1976 in Reidsville, North Carolina) ist ein ehemaliger US-amerikanischer Basketballspieler, der im Anschluss an sein Studium in seinem Heimatland mehrere Jahre für Vereine in der deutschen Basketball-Bundesliga spielte und zuletzt in der zweiten italienischen Liga LegADue aktiv war. Mit RheinEnergie Köln wurde Harrison 2004 deutscher Pokalsieger. Harrison ist besser bekannt unter dem Akronym seiner Vornamen als C.C. Harrison.

## Laufbahn
Harrison absolvierte sein Studium in seinem heimatlichen US-Bundesstaat an der State University in Raleigh und war für das Basketballteam der Universität Wolfpack in der NCAA aktiv. Das Wolfpack pflegt eine große Rivalität mit den benachbarten und im Basketball jedoch wesentlich renommierteren Blue Devils der Duke University und den Tar Heels der UNC at Chapel Hill. In einem dieser Derbys konnte sich Harrison besonders auszeichnen, als er am 21. Februar 1998 gegen die Tar Heels, bei denen unter anderem auch der deutsche Nationalspieler Ademola Okulaja im Kader stand und die später in jener Saison das Final-Four-Turnier der landesweiten Meisterschaftsendrunde erreichten, beim 86:72-Sieg in gegnerischer Halle acht aufeinanderfolgend erfolgreiche Dreipunktewürfe erzielte. Nach seinem Studium erhielt er ein Engagement bei der bekannten Basketball-Showmannschaft Harlem Globetrotters.
1999 wurde er vom deutschen Erstliganeuling aus SSV Weißenfels verpflichtet, der in seiner ersten Saison mit einem guten sechsten Platz in der Hauptrunde die Play-offs um die deutsche Meisterschaft erreichte. Harrison trug zu diesem Abschneiden 13,9 Punkte pro Begegnung bei. Im Sonderheft der Basketball-Bundesliga zur Saison 2000/01 wird Harrison als „quirliger Amerikaner mit gutem Wurf und starkem Zug zum Korb“ bezeichnet. Er war in Weißenfels Publikumsliebling. In der folgenden Saison konnte man sich ein weiteres Mal für die Play-offs qualifizieren, kam aber wie in der Vorsaison nicht über das Viertelfinale hinaus. Harrison steigerte seinen Mittelwert in seinem zweiten Bundesliga-Jahr auf 19,8 Punkte je Begegnung.
Anschließend wechselte er zum Bundesliga-Neuling RheinEnergie aus Köln, der wie der MBC zwei Jahre zuvor durch einen Lizenzverzicht eines anderen Vereins die Qualifikation für die BBL erreichen konnte. In der ersten Erstliga-Saison unter dem ehemaligen Bundestrainer Svetislav Pešić erreichte der ambitionierte Verein mit Harrison das Meisterschaftsfinale, welches gegen den damaligen Serienmeister Alba Berlin verloren ging. Harrison war in seinem ersten Kölner Jahr bester Korbschütze der Rheinländer (18,8 Punkte/Spiel). In der folgenden Saison erreichte man das Pokalfinale, welches man auf dramatische Weise erst in den Schlusssekunden wieder gegen Alba verlor. In den Play-offs um die Meisterschaft schied man bereits in der ersten Runde aus. Harrison führte Köln 2002/03 mit 16,7 Punkten pro Spiel an. In der darauffolgenden Saison 2003/04 wiederholte sich das Ausscheiden in der ersten Meisterschaftsrunde. Dafür war man im Pokal erfolgreicher und konnte den ersten nationalen Titel für den jungen Verein erringen. Erneut war der US-Amerikaner Erster der Kölner Korbjägerliste, er kam in der Bundesliga im Saisonverlauf auf 16,1 Punkte/Spiel.
Anschließend wechselte Harrison 2004 in die französische LNB Pro A zum Pariser Verein Racing. Nach einer Saison zog er zum Ligakonkurrenten aus dem südfranzösischen Pau weiter, mit der Mannschaft gewann er 2007 den französischen Pokal. Zudem konnte er mit diesem Verein zweimal in der höchsten europäischen Spielklasse EuroLeague teilnehmen, wo man in der Saison 2006/07 die Runde der letzten 16 Mannschaften erreichte. Anschließend unterschrieb er einen Vertrag in der italienischen Lega Basket Serie A, löste diesen jedoch wegen eines schweren Krankheitsfalls in der Familie auf. 2008 gab er ein Comeback für den Basketball-Club aus Amsterdam in der niederländischen Eredivisie. Mit unter dem MyGuide firmierenden Verein wurde er 2009 niederländischer Meister. Im Anschluss unterschrieb er einen Vertrag beim ehemaligen italienischen Erstligisten Snaidero aus dem norditalienischen Udine in der LegaDue. Nach dem finanziell bedingten Rückzug des Vereins nach der Saison 2010/11 wechselte er für die folgende Spielzeit zum Aufsteiger Morpho Baskets aus Piacenza. Zwar konnte dieser auf Anhieb die Play-offs um den Aufstieg in die erste Liga erreichen, in denen man jedoch in der ersten Runde ausschied. Anschließend zog sich der Verein aus finanziellen Gründen aus der zweiten Liga zurück.